# Дубрава (Словаччина)
Дубрава (словац. Dúbrava) — село, громада округу Ліптовський Мікулаш, Жилінський край, регіон Ліптов. Кадастрова площа громади — 23,21 км².
Населення 1233 особи (станом на 31 грудня 2018 року).

## Історія
Дубрава згадується 1372 року. До створення незалежної Чехословаччини в 1918 році воно входило до складу комітату Ліпто у складі Угорського королівства. З 1939 по 1945 рік входило до складу Словацької Республіки.

## Географія
Протікають річки Чрвнік і Дубравка.

## Населення
| Рік:            | 1994. | 2004.   | 2014.   | 2024.   |
| --------------- | ----- | ------- | ------- | ------- |
| Кількість осіб: | 1373  | 1294    | 1246    | 1192    |
| Різниця:        |       | -5,75 % | -3,70 % | -4,33 % |

| Рік:            | 2023. | 2024. |
| --------------- | ----- | ----- |
| Кількість осіб: | 1192  | 1192  |
| Різниця:        |       | +0 %  |